# Roger Figueras
Roger Figueras Ballart (Valls, 5 de abril de 1997) es un futbolista español que juega como defensa en las filas del Paganese Calcio 1926 de la Serie D.

## Trayectoria
Nacido en Valls, se formó en las categorías inferiores del F. C. Barcelona donde estuvo durante cinco temporadas hasta 2014, cuando ingresó en la disciplina grana del Club Gimnàstic de Tarragona. Llegó en calidad de cedido siendo juvenil de segundo año y terminó quedándose allí. Más tarde, reforzó al Club de Futbol Pobla de Mafumet, filial del club granota. El 30 de septiembre de 2018 hizo su debut con el primer equipo en Segunda División, en una derrota por 1-3 frente al Deportivo de La Coruña.
Tras su marcha de la entidad tarraconense jugó en la A. E. Prat antes de recalar en el Club Lleida Esportiu para la temporada 2021-22 con un contrato de dos años. Una vez pasado ese tiempo renovó su vinculación una campaña más. Cuando esta finalizó no continuó en el club y fichó por el C. D. Tudelano.
En julio de 2025 decidió probar fortuna fuera de España y se unió al Paganese Calcio 1926 que militaba en la Serie D italiana.

## Clubes
| Club                   | País   | Año       |
| ---------------------- | ------ | --------- |
| C. F. Pobla de Mafumet | España | 2016-2020 |
| A. E. Prat             | España | 2020-2021 |
| Club Lleida Esportiu   | España | 2021-2024 |
| C. D. Tudelano         | España | 2024-2025 |
| Paganese Calcio 1926   | Italia | 2025-     |